# حراه (فجیره)
حراه یک منطقهٔ مسکونی در امارات متحده عربی است که در امارت رأس‌الخیمه واقع شده‌است. حراه ۳۳۱ متر بالاتر از سطح دریا واقع شده‌است.